# Schamal Mussagalijewna Kanlybajewa
Schamal Mussagalijewna Kanlybajewa (russisch Жамал Мусагалиевна Канлыбаева; * 25. Juni 1923 in Semipalatinsk; † 2. Februar 1974 in Alma-Ata) war eine sowjetische Geologin, Markscheiderin und Hochschullehrerin.

## Leben
Kanlybajewa stammte aus einer Arbeiterfamilie, die häufig ihren Wohnort wechselte. 1931 kam sie in die Schule in die 2. Klasse. 1940 begann sie das Studium am Kasachischen Institut für Bergbau und Metallurgie in der Geologie-Abteilung. Nach einem Semester wurde sie in die Abteilung für Markscheidewesen versetzt, in der sie das Studium 1946 abschloss. Ihr Diplomprojekt, das sie mit Auszeichnung verteidigte, hatte sie in den Leninogorsker Bergwerken durchgeführt.
1946 wurde Kanlybajewa Wissenschaftliche Mitarbeiterin des Instituts für Bergbauwesen der Akademie der Wissenschaften der Kasachischen Sozialistischen Sowjetrepublik (AN-KasSSR). Dort wurde sie dann Leiterin der Abteilung für Markscheidewesen. 1951 verteidigte Kanlybejewa als erste Kasachin mit Erfolg ihre von Stepan Gawrilowitsh Awerschin betreute Dissertation über die Berechnung der Oberflächenbewegung durch den Untertagebau im Karabass für die Promotion zur Kandidatin der technischen Wissenschaften 1952. Sie nahm am internationalen Gesteinsmechanik-Kongress 1963 in Krakau und 1964 in den USA teil, wo sie die einzige Frau unter den Teilnehmern aus 14 Ländern war.
1965 verteidigte Kanlybajewa mit Erfolg ihre Doktor-Dissertation über die Gesetzmäßigkeit und Untersuchungsmethodik der Gesteinsbewegungsprozesse im Anstehenden Gestein und einige Probleme des Untertagebaus am Beispiel des Karabass für die Promotion zur Doktorin der technischen Wissenschaften. Für ihre Untersuchungen der Gesteinsbewegungen hatte sie erstmals radioaktive Isotope benutzt. 1968 folgte die Ernennung zur Professorin. Sie hielt Gastvorlesungen an den Universitäten Newcastle, Sheffield, Nottingham, am Imperial College London und an der École polytechnique und École des mines in Paris. Sie ist Autorin von 65 Veröffentlichungen und betreute 12 Kandidat-Dissertationen.
Kanlybajewa wurde 1970 zum Korrespondierenden Mitglied der AN-KasSSR gewählt. Sie war Vorsitzende des Wissenschaftlichen Rats des Instituts für Bergbauwesen der AN-KasSSR und Mitglied des Wissenschaftlichen Rats des aus dem  Kasachischen Institut für Bergbau und Metallurgie entstandenen Polytechnischen Instituts. Sie war Beraterin des Kombinats KaragandaUgol. Sie war Abgeordnete im Obersten Sowjet der KasSSR in der 7. Sitzungsperiode. 1968 wurde sie Mitglied des Präsidiums des Komitees der Sowjetischen Frauen.
Kanlybajewa war verheiratet mit dem Chefinspektor Kasachstans für Arbeitssicherheit und hatte eine Tochter Gulnara, die Musikwissenschaftlerin wurde, und einen Sohn Rustem sowie Enkel.
Kanlybajewa starb infolge unzureichender Versorgung nach einer Operation. Ihr Leben und Werk beschreibt ein Dokumentarfilm.

## Ehrungen, Preise
- Ehrenzeichen der Sowjetunion[3]
- Bergwerksruhm (alle drei Klassen)
- Jubiläumsmedaille „Zum Gedenken an den 100. Geburtstag von Wladimir Iljitsch Lenin“[3]